# كواهوما (مسيسيبي)
كواهوما (بالإنجليزية: Coahoma, Mississippi)‏ هي بلدة تقع في مقاطعة كواهوما (ميسيسيبي) بولاية مسيسيبي في الولايات المتحدة. تبلغ مساحتها 0.2 (كم²)، وترتفع عن سطح البحر 53 م، بلغ عدد سكانها 325 نسمة في عام 2000 حسب إحصاء مكتب تعداد الولايات المتحدة وتصل الكثافة السكانية فيها 1414.5 نسمة/كم2.

## التركيبة السكانية
حدّد مكتب تعداد الولايات المتحدة بيانات التركيبة السكانية لكواهوما في تعداد الولايات المتحدة. في ما يلي، التركيبة السكانية حسب تعدادي 2000 و2010.

### تعداد عام 2000
بلغ عدد سكان كواهوما 325 نسمة بحسب تعداد عام 2000، وبلغ عدد الأسر 110 أسرة وعدد العائلات 74 عائلة مقيمة في البلدة. في حين سجلت الكثافة السكانية 637.3 نسمة لكل كيلومتر مربع (1,650.6/ميل2). وبلغ عدد الوحدات السكنية 123 وحدة بمتوسط كثافة قدره 241.2 لكل كيلومتر مربع (624.7/ميل2).
وتوزع التركيب العرقي للبلدة بنسبة 1.54% من البيض و98.15% من الأمريكيين الأفارقة و0.31% من عرقين مختلطين أو أكثر.
بلغ عدد الأسر 110 أسرة كانت نسبة 58.2% منها لديها أطفال تحت سن الثامنة عشر تعيش معهم، وبلغت نسبة الأزواج القاطنين مع بعضهم البعض 14.5% من أصل المجموع الكلي للأسر، ونسبة 45.5% من الأسر كان لديها معيلات من الإناث دون وجود شريك، بينما كانت نسبة 7.3% من الأسر لديها معيلون من الذكور دون وجود شريكة وكانت نسبة 32.7% من غير العائلات. تألفت نسبة 29.1% من أصل جميع الأسر من عدة أفراد يعيشون في نفس المنزل ونسبة 14.5% كانت تتألف من شخص يعيش بمفرده يبلغ من العمر 65 عاماً أو أكثر. وبلغ متوسط حجم الأسرة المعيشية 2.95، أما متوسط حجم العائلات فبلغ 3.65.
بلغ العمر الوسطي للسكان 23.3 عاماً. وكانت نسبة 41.8% من القاطنين تحت سن الثامنة عشر، وكانت نسبة 9.2% بين الثامنة عشر والرابعة والعشرين عاماً، ونسبة 28.3% كانت واقعةً في الفئة العمرية ما بين الخامسة والعشرين والرابعة والأربعين عاماً، ونسبة 10.8% كانت ما بين الخامسة والأربعين والرابعة والستين، ونسبة 9.8% كانت ضمن فئة الخامسة والستين عاماً فما فوق. يوجد لكل 100 أنثى 72.9 ذكر، ويوجد لكل 100 أنثى في الثامنة عشر من عمرها فما فوق 57.5 ذكر.
بلغ متوسط دخل الأسرة في البلدة 13,882 دولارًا، أما متوسط دخل العائلة فبلغ 14,327 دولارًا. وكان متوسط دخل الذكور 25,625 دولارًا مقابل 16,250 دولارًا للإناث. وسجل دخل الفرد الخاص بالبلدة 5,840 دولارًا. وكانت نسبة 55.6% من العائلات ونسبة 55.3% من السكان تحت خط الفقر، وكان من هؤلاء نسبة 63.9% تحت سن الثامنة عشر ونسبة 73.5% في الخامسة والستين من العمر وما فوق.

### تعداد عام 2010
بلغ عدد سكان كواهوما 377 نسمة بحسب تعداد عام 2010، وبلغ عدد الأسر 129 أسرة وعدد العائلات 86 عائلة مقيمة في البلدة. في حين سجلت الكثافة السكانية 739.2 نسمة لكل كيلومتر مربع (1,914.5/ميل2). وبلغ عدد الوحدات السكنية 150 وحدة بمتوسط كثافة قدره 294.1 لكل كيلومتر مربع (761.7/ميل2).
وتوزع التركيب العرقي للبلدة بنسبة 0.80% من البيض و99.20% من الأمريكيين الأفارقة.
بلغ عدد الأسر 129 أسرة كانت نسبة 46.5% منها لديها أطفال تحت سن الثامنة عشر تعيش معهم، وبلغت نسبة الأزواج القاطنين مع بعضهم البعض 24% من أصل المجموع الكلي للأسر، ونسبة 38.8% من الأسر كان لديها معيلات من الإناث دون وجود شريك، بينما كانت نسبة 3.9% من الأسر لديها معيلون من الذكور دون وجود شريكة وكانت نسبة 33.3% من غير العائلات. تألفت نسبة 25.6% من أصل جميع الأسر من عدة أفراد يعيشون في نفس المنزل ونسبة 7% كانت تتألف من شخص يعيش بمفرده يبلغ من العمر 65 عاماً أو أكثر. وبلغ متوسط حجم الأسرة المعيشية 2.92، أما متوسط حجم العائلات فبلغ 3.63.
بلغ العمر الوسطي للسكان 29.3 عاماً. وكانت نسبة 34% من القاطنين تحت سن الثامنة عشر، وكانت نسبة 10.1% بين الثامنة عشر والرابعة والعشرين عاماً، ونسبة 26.3% كانت واقعةً في الفئة العمرية ما بين الخامسة والعشرين والرابعة والأربعين عاماً، ونسبة 24.4% كانت ما بين الخامسة والأربعين والرابعة والستين، ونسبة 5.3% كانت ضمن فئة الخامسة والستين عاماً فما فوق. وتوزع التركيب الجنسي للسكان بنسبة 45.1% ذكور و54.9% إناث.

## أعلام
- تشارلز هاردي كار
- جيمس كار
- فرانك مونتجومري هال

## وصلات خارجية
- The US50 - Cities and Towns in Mississippi State
- Mississippi Cities and Towns, Facts, Map, Flag, Colleges, Government, and More